# Rolando Palacios
Rolando Palacios (Sambo Creek (Atlántida), 3 mei 1987) is een Hondurees atleet, gespecialiseerd in de sprint. Hij is nationaal recordhouder op de 60 m, 100 m, 200 m en 400 m. Hij nam tweemaal deel aan de Olympische Spelen, maar won hierbij geen medailles. Hij veroverde zijn eerste mondiale titel op de universiade van 2009.

## Loopbaan
Palacios is sinds 2005 namens Honduras een vaste deelnemer aan de grote internationale toernooien. Hij nam dat jaar deel aan de wereldkampioenschappen in Helsinki. In de jaren daarna was hij meerdere malen deelnemer bij wereldkampioenschappen, zowel indoor als outdoor. Bij deze gelegenheden kwam hij niet tot de finale. Zijn beste prestaties zijn de twee halve finaleplaatsen die hij op de 200 m behaalde op de Olympische Spelen in 2008 en de WK in 2009. In 2009 werd hij ook kampioen op de 100 m bij de universiade.
Daarnaast heeft Palacios vele successen gehaald op de Centraal-Amerikaanse kampioenschappen, waar hij zeventienvoudig kampioen is.
Rolando Palacios is sinds 2009 houder van het Hondurese indoorrecord op de 60 m, dat hij op 26 februari van dat jaar op 6,62 s stelde. Later dat jaar won hij een gouden medaille bij de Universiade.
Op de Olympische Spelen van 2016 in Rio de Janeiro kwam hij uit op de 200 m. Met een tijd van 21.32 sneuvelde hij in de series.

## Titels
- Universitair kampioen 100 m - 2009
- Centraal-Amerikaanse Spelen kampioen 100 m - 2006, 2013, 2014
- Centraal-Amerikaanse Spelen kampioen 200 m - 2006, 2010
- Centraal-Amerikaanse Spelen kampioen 4 x 100 m - 2006, 2013
- Centraal-Amerikaans kampioen 100 m - 2004, 2007, 2008, 2009, 2010, 2011, 2013, 2014
- Centraal-Amerikaans kampioen 200 m - 2008, 2009, 2010, 2011, 2013, 2014
- Centraal-Amerikaans kampioen 4 x 100 m - 2004, 2007, 2008, 2009, 2010, 2011, 2014
- Centraal-Amerikaans kampioen 4 x 400 m - 2010

## Persoonlijke records
Outdoor
| Onderdeel | Prestatie    | Datum            | Plaats   |
| --------- | ------------ | ---------------- | -------- |
| 100 m     | 10,22 s (NR) | 18 juli 2008     | Toluca   |
| 200 m     | 20,40 s (NR) | 20 juli 2008     | Toluca   |
| 400 m     | 47,64 s (NR) | 12 februari 2011 | Kingston |

Indoor
| Onderdeel | Prestatie   | Datum            | Plaats |
| --------- | ----------- | ---------------- | ------ |
| 60 m      | 6,62 s (NR) | 26 februari 2009 | Praag  |

## Palmares

### 60 m
- 2006: 6e in serie WK indoor - 6,80 s
- 2008: 3e in serie WK indoor - 6,83 s
- 2014: 5e in serie WK indoor - 6,78 s
- 2016: 7e in serie WK indoor - 6,81 s

### 100 m
- 2004:  Centraal-Amerikaanse kamp. - 10,84 s
- 2005: 6e in serie WK - 10,73 s
- 2006:  Centraal-Amerikaanse Spelen - 10,60 s
- 2006: 4e Centraal-Amerikaanse en Caraïbische juniorenkamp. - 10,56 s
- 2006: 6e in serie Centraal-Amerikaanse en Caraïbische Spelen - 10,73 s
- 2007:  Centraal-Amerikaanse kamp. - 10,65 s
- 2007: 4e Noord-Amerikaanse, Centraal-Amerikaanse en Caraïbische (NACAC) kamp. - 10,51 s
- 2007: 7e in ½ fin. Pan-Amerikaanse Spelen - 10,48 s
- 2008: 4e Ibero-Amerikaanse kamp. - 10,63 s
- 2008:  Centraal-Amerikaanse kamp. - 10,61 s
- 2008: 4e in ½ fin. Centraal-Amerikaanse en Caraïbische kamp. - 10,37 s
- 2008:  NACAC kamp. U23 - 10,22 s
- 2009:  Centraal-Amerikaanse kamp. - 10,38 s
- 2008: 4e in serie OS - 10,49 s
- 2009:  Universiade - 10,30 s
- 2009: 6e in ¼ fin. WK - 10,24 s
- 2010:  Centraal-Amerikaanse Spelen - 10,36 s
- 2010: 4e in series Ibero-Amerikaanse kamp. - 10,61 s
- 2010: 6e Centraal-Amerikaanse en Caribische Spelen - 10,31 s
- 2010:  Centraal-Amerikaanse kamp. - 10,73 s
- 2011:  Centraal-Amerikaanse kamp. - 10,57 s
- 2011: 5e in series Pan-Amerikaanse Spelen - 10,49 s
- 2013:  Centraal-Amerikaanse Spelen - 10,48 s
- 2013: 3e in serie Centraal-Amerikaanse en Caribische kamp. - 10,24 s
- 2014:  Centraal-Amerikaanse kamp. - 10,27 s
- 2014: 4e Ibero-Amerikaanse kamp. - 10,34 s
- 2014: 4e Pan American Sports Festival - 10,39 s
- 2014:  Centraal Amerikaanse en Caribische Spelen - 10,27 s
- 2015: 6e in ½ fin. NACAC - 10,31 s
- 2016: 8e in ½ fin. Ibero-Amerikaanse kamp. - 10,46 s
- 2017: 4e in ½ fin. WK - 10,73 s

### 200 m
- 2004:  Centraal-Amerikaanse kamp. - 21,89 s
- 2006:  Centraal-Amerikaanse Spelen - 21,22 s
- 2006: 6e Centraal-Amerikaanse en Caribische juniorenkamp. - 21,47 s
- 2006: 3e in series Centraal-Amerikaanse en Caribische Spelen - 22,05 s
- 2007: 7e NACAC kamp. - 21,26 s
- 2007: 5e in series Pan-Amerikaanse Spelen - 21,27 s
- 2008: 4e Ibero-Amerikaanse kamp. - 21,16 s
- 2008:  Centraal-Amerikaanse kamp. - 21,25 s
- 2008: 8e Centraal-Amerikaanse en Caribische kamp. - 21,09 s
- 2008:  NACAC U23 kamp. - 20,40 s
- 2008: 7e in ½ fin. OS - 20,87 s
- 2009:  Centraal-Amerikaanse kamp. - 20,99 s
- 2009: 4e Universiade - 20,78 s
- 2009: 7e in ½ fin. WK - 20,67 s
- 2010:  Centraal-Amerikaanse Spelen - 20,84 s
- 2010:  Ibero-Amerikaanse kamp. - 21,20 s
- 2010: 5e Centraal-Amerikaanse en Caribische Spelen - 20,67 s
- 2010:  Centraal-Amerikaanse kamp. - 21,92 s
- 2011:  Centraal-Amerikaanse kamp. - 20,97 s
- 2011: 6e in serie WK - 21,22 s
- 2011: 5e Pan-Amerikaanse Spelen - 20,77 s
- 2013: 6e in serie WK - 21,02 s
- 2013:  Centraal-Amerikaanse Spelen - 20,63 s
- 2014:  Centraal-Amerikaanse kamp. - 20,81 s
- 2014:  Ibero-Amerikaanse kamp. - 20,60 s
- 2014: 4e in serie Centraal-Amerikaanse en Caribische kamp. - 21,22 s
- 2014: 7e Pan American Sports Festival - 20,50 s
- 2014: 4e Centraal Amerikaasne en Caribische Spelen - 20,76 s
- 2015: 3e in serie NACAC - 20,72 s
- 2015: DSQ in serie WK
- 2016: 11e in ½ fin. Ibero-Amerikaanse kamp. - 20,97 s
- 2016: 7e in serie OS - 21,32 s

### 4 x 100 m
- 2004:  Centraal-Amerikaanse kamp. - 41,71 s
- 2006:  Centraal-Amerikaanse Spelen - 41,63 s
- 2007:  Centraal-Amerikaanse kamp.
- 2007: 6e in series Pan-Amerikaanse Spelen - 41,49 s
- 2008:  Centraal-Amerikaanse kamp. - 41,10 s
- 2009:  Centraal-Amerikaanse kamp. - 41,03 s
- 2010: 4e in series Centraal-Amerikaanse en Caribische Spelen - 41,69 s
- 2010:  Centraal-Amerikaanse kamp. - 42,02 s
- 2011:  Centraal-Amerikaanse kamp. - 40,83 s
- 2013:  Centraal-Amerikaanse Spelen - 41,61 s
- 2014:  Centraal-Amerikaanse kamp. - 41,50 s

### 4 x 400 m
- 2010:  Centraal-Amerikaanse kamp. - 3.20,84